# Механизм чистого развития
Механизм чистого развития (МЧР; англ. Clean Development Mechanism) — механизм, определенный в Киотском протоколе (МГЭИК, 2007 год), предусматривающий проекты сокращения выбросов, генерирующие Сертифицированные единицы сокращения выбросов (ССВ), которые могут быть проданы в рамках схем торговли эмиссионными квотами. Рынок рухнул в 2012 году, когда рухнула стоимость кредитов и тысячи проектов остались с невостребованными кредитами. Борьба о том, что делать со старыми кредитами, потопила в 2019 году COP 25 в Мадриде.
МЧР, определенный в статье 12 протокола, призван решать две задачи:
1) оказывать содействие сторонам, не включенным в Приложение I, в достижении устойчивого развития и содействии достижению конечной цели Рамочной конвенции ООН об изменении климата (РКИКООН), которая заключается в предотвращении опасного изменения климата;
(2) оказывать содействие сторонам, включенным в Приложение I, в достижении соблюдения их количественных обязательств по ограничению и сокращению выбросов (предельные значения выбросов парниковых газов (ПГ)).
Участниками "приложения I" являются страны, перечисленные в Приложении I к договору, а именно промышленно развитые страны. Сторонами, не включенными в Приложение I, являются развивающиеся страны.
МЧР решает вторую задачу, позволяя странам, включенным в Приложение I, выполнять часть своих обязательств по сокращению выбросов в соответствии с Киотским протоколом путем покупки сертифицированных единиц сокращения выбросов из проектов МЧР по сокращению выбросов в развивающихся странах. Как проекты, так и выпуск единиц ССВ подлежат утверждению для обеспечения того, чтобы эти сокращения выбросов были реальными и "дополнительными". "МЧР контролируется Исполнительным советом МЧР (МЧР ЭБ) под руководством Конференции Сторон (КС/СС) Рамочной конвенции Организации Объединенных Наций об изменении климата (РКИКООН).
МЧР позволяет промышленно развитым странам покупать ССВ и инвестировать в сокращение выбросов там, где это дешевле всего в глобальном масштабе. В период с 2001 года, когда впервые были зарегистрированы проекты МЧР, и до 7 сентября 2012 года МЧР выпустил 1 миллиард сертифицированных единиц сокращения выбросов. По состоянию на 1 июня 2013 года 57% всех ССВ были выпущены для проектов, основанных на уничтожении либо ГФУ-23 (38%), либо N2O (19%). Улавливание и хранение углерода было включено в схему компенсации углерода МЧР в декабре 2011 года.
Однако был выявлен ряд недостатков МЧР. Некоторые из этих вопросов были решены в новой программе деятельности (PoA), которая переходит к утверждению "пакетов" проектов вместо аккредитации каждого проекта в отдельности. В 2012 году в докладе "изменение климата, углеродные рынки и МЧР: призыв к действию" говорилось, что правительствам срочно необходимо заняться будущим МЧР. Он предположил, что МЧР находится под угрозой краха из-за низких цен на углерод и неспособности правительств гарантировать его существование в будущем. В своем письме на веб-сайте Сети знаний о климате и развитии Иоланда Какабадзе, член исследовательской группы по докладу и основательница Fundación Futuro Latinamericano, заявила: "Сильный МЧР необходим для поддержки политического консенсуса, необходимого для будущего прогресса в области климата, поэтому мы должны сделать все, что в наших силах, чтобы он продолжал работать."

## История
Механизм чистого развития является одним из "гибких механизмов", определенных в Киотском протоколе. Механизмы гибкости были разработаны таким образом, чтобы позволить странам, включенным в Приложение Б, выполнять свои обязательства по сокращению выбросов с меньшим воздействием на их экономику (МГЭИК, 2007). Гибкие механизмы были введены в Киотский протокол правительством США. Развивающиеся страны были крайне скептичны и яростно выступали против гибких механизмов. Однако международные переговоры по последующей деятельности в связи с Киотским протоколом согласились с тем, что эти механизмы будут продолжаться.

## Цель
Цель МЧР заключается в содействии чистому развитию в развивающихся странах, то есть в странах, не включенных в Приложение I (странах, которые не перечислены в Приложении I к Рамочной конвенции). МЧР является одним из "проектных" механизмов протокола, поскольку МЧР предназначен для содействия проектам, направленным на сокращение выбросов. МЧР основан на идее сокращения выбросов "производства". Эти сокращения "производятся" и затем вычитаются из гипотетического "базового уровня" выбросов. Исходные выбросы - это выбросы, которые, по прогнозам, произойдут в отсутствие конкретного проекта МЧР. Проекты МЧР "кредитуются" в соответствии с этим базовым уровнем в том смысле, что развивающиеся страны получают кредит на производство этих сокращений выбросов.
Экономическая основа для включения развивающихся стран в усилия по сокращению выбросов заключается в том, что сокращение выбросов считается менее дорогостоящим в развивающихся странах, чем в развитых. Например, в развивающихся странах экологическое регулирование, как правило, слабее, чем в развитых странах. Таким образом, широко распространено мнение о том, что развивающиеся страны имеют больший потенциал для сокращения своих выбросов, чем развитые страны.
По прогнозам, выбросы из развивающихся стран существенно возрастут в этом столетии. Таким образом, инфраструктурные решения, принимаемые в развивающихся странах, могут оказать очень большое влияние на будущие усилия по ограничению общих глобальных выбросов. МЧР предназначен для того, чтобы вывести развивающиеся страны на путь уменьшения загрязнения, а промышленно развитые страны (Приложение Б) будут платить за сокращение выбросов.
Были высказаны две основные озабоченности по поводу МЧР. Один из них касался дополнительного характера сокращений выбросов, производимых МЧР. Другой вопрос заключается в том, позволит ли она богатым северным странам и, в частности, компаниям навязывать проекты, противоречащие интересам развития принимающих стран. Чтобы смягчить эту озабоченность, МЧР требует от принимающих стран подтверждения того, что проекты МЧР вносят вклад в их собственное устойчивое развитие. Международные правила также запрещают кредитование некоторых видов деятельности, в частности ядерной энергетики и предотвращения обезлесения.
Чтобы не допустить неограниченного использования МЧР промышленно развитыми странами, рамочная программа предусматривает, что использование МЧР должно быть "дополнением" к внутренним действиям по сокращению выбросов. Эта формулировка привела к широкому спектру толкований - например, Нидерланды стремятся достичь половины своих требуемых сокращений выбросов (от базового уровня BAU) с помощью МЧР. Он рассматривает покупку голландскими компаниями квот на эмиссионную торговлю Европейского Союза у компаний в других странах как часть своих внутренних действий.
МЧР набрал обороты в 2005 году после вступления в силу Киотского протокола. До вступления протокола в силу инвесторы считали это ключевым фактором риска. Первые годы работы принесли меньше кредитов МЧР, чем рассчитывали сторонники, поскольку стороны не обеспечили достаточного финансирования ЭБ, что привело к нехватке персонала.
Адаптационный фонд был создан для финансирования конкретных адаптационных проектов и программ в развивающихся странах, являющихся сторонами Киотского протокола. Фонд должен финансироваться за счет доли поступлений от проектной деятельности механизма чистого развития (МЧР) и получать средства из других источников.

## Процесс реализации проекта МЧР

### Контур
Промышленно развитая страна, желающая получить кредиты от проекта МЧР, должна получить согласие развивающейся страны, принимающей проект, и их согласие на то, что проект будет способствовать устойчивому развитию. Затем, используя методологии, одобренные Исполнительным советом МЧР (ИС), промышленно развитая страна-заявитель должна доказать, что углеродный проект все равно не состоялся бы (устанавливая дополнительный характер), и должна установить базовый уровень оценки будущих выбросов в отсутствие зарегистрированного проекта. Затем этот случай проверяется сторонним учреждением, называемым назначенным оперативным органом (ДОУ), для обеспечения того, чтобы результаты проекта привели к реальному, измеримому и долгосрочному сокращению выбросов. Затем ИС принимает решение о регистрации (одобрении) проекта. Если проект зарегистрирован и реализован, ИС выдает кредиты, называемые сертифицированными сокращениями выбросов (ССВ, широко известные как углеродные кредиты, где каждая единица эквивалентна сокращению одной метрической тонны CO2e, например CO2 или его эквивалент), участникам проекта на основе контролируемой разницы между базовыми и фактическими выбросами, проверенными НОО. 

### Дополнительность
Чтобы избежать предоставления кредитов проектам, которые все равно произошли бы ("фрирайдеры"), определенные правила обеспечивают дополнительный характер предлагаемого проекта, то есть гарантируют, что проект сократит выбросы больше, чем это произошло бы в отсутствие вмешательства, созданного МЧР. В настоящее время исполнительный совет МЧР считает проект дополнительным, если его инициаторы могут документально подтвердить, что реалистичные альтернативные сценарии предлагаемого проекта были бы более экономически привлекательными или что проект сталкивается с барьерами, которые МЧР помогает ему преодолеть. С текущими руководящими указаниями ИС можно ознакомиться на веб-сайте РКИКООН.

### Основание
Определение дополнительности и расчет сокращений выбросов зависят от выбросов, которые имели бы место без проекта, за вычетом выбросов самого проекта. Соответственно, процесс МЧР требует установленной базовой линии или сравнительной оценки выбросов. Построение исходных условий проекта часто зависит от гипотетического сценарного моделирования и может быть оценено с помощью ссылок на выбросы от аналогичных видов деятельности и технологий в той же стране или других странах или на фактические выбросы до реализации проекта. Партнеры, участвующие в проекте, могут быть заинтересованы в установлении базовой линии с высокими выбросами, что приведет к риску предоставления ложных кредитов. Независимая проверка третьей стороной предназначена для того, чтобы избежать этой потенциальной проблемы.

### Методологии
Любой предлагаемый проект МЧР должен использовать утвержденную базовую линию и методологию мониторинга, подлежащую валидации, утверждению и регистрации. Методология исходных условий будет устанавливать шаги для определения исходных условий в определенных условиях применимости, в то время как методология мониторинга будет устанавливать конкретные шаги для определения параметров мониторинга, обеспечения качества, используемого оборудования с целью получения данных для расчета сокращений выбросов. Все эти утвержденные методологии кодируются следующим образом:
АМ - утвержденная методология;
ACM - консолидированная методология;
AMS - методология для маломасштабных проектов;
ARAM - утвержденные методологии лесоразведения и лесовосстановления.
Все базовые методологии, утвержденные Исполнительным советом, находятся в открытом доступе наряду с соответствующими руководящими указаниями на веб-сайте МЧР РКИКООН. Если НОО определяет, что предлагаемая проектная деятельность намеревается использовать новую базовую методологию, оно должно до представления заявки на регистрацию этой проектной деятельности направить предлагаемую методологию в ЭБ для рассмотрения, т. е. рассмотрения и утверждения, если это уместно.

## Экономика
По данным Burniaux et al., механизмы кредитования, такие как МЧР, могут играть три важные роли в смягчении последствий изменения климата:
- Повышение экономической эффективности политики смягчения последствий выбросов парниковых газов в развитых странах.

- Помочь сократить "утечку" (утечку углерода) выбросов из развитых в развивающиеся страны. Утечка - это когда меры по смягчению последствий в одной стране или экономическом секторе приводят к увеличению выбросов в другой стране или секторе, например, за счет перемещения загрязняющих отраслей из стран, включенных в Приложение I, в страны, не входящие в Приложение I[19].

- Стимулировать передачу чистых, менее загрязняющих окружающую среду технологий развивающимся странам.

По данным Burniaux et al., потенциал экономии средств хорошо функционирующего механизма кредитования представляется весьма значительным. По сравнению с базовыми расходами (т. е. расходами, когда сокращение выбросов происходит только в странах, включенных в Приложение I), если бы предельный уровень использования компенсации был установлен на уровне 20%, одна оценка предполагает, что затраты на смягчение последствий можно было бы сократить вдвое. Однако эту экономию следует рассматривать как верхнюю границу: она не предполагает никаких трансакционных издержек и никакой неопределенности в отношении обеспечения экономии выбросов. Страны Приложения I, которые получают наибольшую выгоду от кредитования, включают Австралию, Новую Зеландию и Канаду. В рамках этой экономической модели страны, не включенные в Приложение I, получают незначительный доход от использования низкозатратных сокращений выбросов. Фактические операционные издержки в МЧР довольно высоки, что проблематично для небольших проектов. Этот вопрос решается модальностью программы мероприятий (ПД). 

### Трудности с МЧР

#### Утечка углерода
Теоретически утечка может быть уменьшена с помощью механизмов кредитования. На практике величина утечки частично зависит от определения базовой линии, на основании которой выдаются кредиты. Нынешний подход МЧР уже включает в себя некоторую утечку. Таким образом, сокращение утечек, обусловленное МЧР, на самом деле может быть незначительным или даже отсутствующим.

#### Дополнительность и трансакционные издержки
Для поддержания экологической эффективности Киотского протокола экономия выбросов от МЧР должна быть дополнительной. Без дополнительного характера МЧР представляет собой трансфертные платежи странам, не включенным в Приложение I. Однако дополнительность трудно доказать, и она является предметом ожесточенных дебатов.
Burniaux et al. (2009) прокомментировали большие трансакционные издержки установления дополнительности. Оценка дополнительности привела к задержкам (узким местам) в утверждении проектов МЧР. По данным Всемирного банка (2010), существуют значительные препятствия для дальнейшего роста МЧР в поддержку смягчения последствий в развивающихся странах.

#### Стимулы
МЧР поощряет сокращение выбросов, но не наказывает за увеличение выбросов. Таким образом, она близка к тому, чтобы стать субсидией на сокращение выбросов. Это может создать извращенный стимул для фирм увеличивать свои выбросы в краткосрочной перспективе с целью получения кредитов на сокращение выбросов в долгосрочной перспективе.
Еще одна трудность заключается в том, что МЧР может снизить стимулы для стран, не включенных в Приложение I, ограничивать свои выбросы. Это объясняется тем, что большинство развивающихся стран больше выигрывают от хорошо функционирующего механизма кредитования, чем от Всемирной схемы торговли выбросами (ЕТС), где их выбросы ограничены. Это справедливо за исключением тех случаев, когда распределение прав на выбросы (т. е. количество выбросов, которое разрешено выделять каждой стране) в ЕТС является особенно благоприятным для развивающихся стран. 

#### Рыночная дефляция
Большая часть спроса на ССВ со стороны МЧР поступает из системы торговли выбросами Европейского Союза, которая является крупнейшим углеродным рынком. В июле 2012 года рыночная цена на ССВ упала до нового рекордного минимума - 2,67 евро за тонну, то есть примерно на 70% за год. Аналитики связывали низкую цену ССВ с более низкими ценами на квоты Европейского Союза на выбросы, избытком предложения квот ЕС на выбросы и замедлением европейской экономики.
В сентябре 2012 года экономист охарактеризовал МЧР как "полную катастрофу в процессе становления" и "нуждающуюся в радикальном пересмотре". Цены на углерод, включая цены на ССВ, рухнули с 20 долларов за тонну в августе 2008 года до уровня ниже 5 долларов в ответ на европейский долговой кризис, снизивший промышленную активность и чрезмерное распределение квот на выбросы в рамках системы торговли выбросами Европейского Союза. The Guardian сообщила, что МЧР "по существу рухнул" из-за продолжительной тенденции к снижению цен на ССВ, которые до начала мирового финансового кризиса торговались по цене до 20 долларов (12,50 фунта стерлингов) за тонну и составляли менее 3 долларов. При таких низких ценах на ССВ потенциальные проекты не были коммерчески жизнеспособными. В октябре 2012 года, цены на CER упали до нового минимума в 1,36 евро за метрическую тонну на Лондонской бирже ICE Futures Europe exchange. В октябре 2012 года Thomson Reuters Point Carbon подсчитал, что избыточное предложение единиц из механизма чистого развития и совместного осуществления составит 1400 миллионов единиц на период до 2020 года, а Point Carbon предсказал, что цены на сертифицированное сокращение выбросов (CER) упадут с 2 евро до 50 центов. 12 декабря 2012 года цены на ССВ достигли еще одного рекордно низкого уровня в 31 цент. Агентство Bloomberg сообщило, что сертифицированные цены на сокращение выбросов снизились на 92 процента до 39 центов за штуку в 2012 году. 

## Финансовый аспект
Поскольку затраты на сокращение выбросов в развивающихся странах обычно значительно ниже, чем в промышленно развитых странах, промышленно развитые страны могут выполнять свои целевые показатели по сокращению выбросов с гораздо меньшими затратами, получая кредиты на сокращение выбросов в развивающихся странах при условии низких административных расходов.
МГЭИК прогнозирует потери ВВП для Европы ОЭСР при полном использовании МЧР и совместном осуществлении в пределах от 0,13% до 0,81% ВВП против 0,31% до 1,50% только при внутренних действиях.
В то время как в Европе всегда будут доступны некоторые дешевые внутренние сокращения выбросов, стоимость перехода с угля на газ может составлять порядка 40-50 евро за тонну эквивалента CO2. Сертифицированные сокращения выбросов в результате проектов МЧР в 2006 году торговались на форвардной основе по цене от 5 до 20 евро за тонну эквивалента CO2. Цена зависит от распределения риска между продавцом и покупателем. Продавец может получить очень хорошую цену, если он согласится нести риск того, что исходные условия проекта и методология мониторинга будут отклонены; что принимающая страна отклонит проект; что Исполнительный совет МЧР отклоняет проект; что проект по какой-то причине производит меньше кредитов, чем планировалось; или что покупатель не получает ССВ в согласованное время, если к тому времени не будет создан международный журнал операций (техническая инфраструктура, обеспечивающая международную передачу углеродных кредитов). Продавец обычно может взять на себя эти риски только в том случае, если контрагент считается очень надежным, как это оценивается международными рейтинговыми агентствами. 

### Финансирование смягчения последствий
Доходы МЧР на сегодняшний день являются крупнейшим источником финансирования мер по смягчению последствий для развивающихся стран (World Bank, 2010, p. 261-262). В период с 2001 по 2012 год проекты МЧР могли бы привлечь 18 миллиардов долларов (от 15 миллиардов до 24 миллиардов долларов) прямых углеродных поступлений для развивающихся стран. Фактические доходы будут зависеть от цены на углерод. По оценкам, в период 2002-2008 годов МЧР принесло около 95 миллиардов долларов инвестиций в чистую энергетику.

### Адаптации финансов
МЧР является основным источником поступлений для Адаптационного Фонда РКИКООН, который был создан в 2007 году для финансирования конкретных адаптационных проектов и программ в развивающихся странах, являющихся сторонами Киотского протокола. МЧР облагается налогом в размере 2%, который может привлечь от 300 до 600 миллионов долларов в течение периода 2008-12 годов. Фактическая сумма сбора будет зависеть от цены на углерод.

## Проект МЧР
С 2000 года МЧР разрешил кредитование проектных сокращений выбросов в развивающихся странах. К 1 января 2005 года проекты, представленные МЧР, составили менее 100 млн т Co2e прогнозируемой экономии к 2012 году. ETS ЕС началась в январе 2005 года, а в следующем месяце вступил в силу Киотский протокол. ETS ЕС позволяла фирмам выполнять свои обязательства, покупая офсетные кредиты, и таким образом создавала воспринимаемую ценность для проектов. Киотский протокол поставил МЧР на прочную правовую основу.
К концу 2008 года на утверждение было представлено более 4000 проектов МЧР, и из них более 1000 были зарегистрированы Исполнительным советом МЧР и поэтому имели право на выдачу ССВ. В 2010 году Всемирный банк подсчитал, что в 2012 году наибольший потенциал для производства ССВ будет иметь Китай (52% от общего объема ССВ) и Индия (16%). ССВ, произведенные в Латинской Америке и Карибском бассейне, составят 15% от потенциального общего объема, причем Бразилия является крупнейшим производителем в регионе (7%).
К 14 сентября 2012 года Исполнительный совет МЧР зарегистрировал 4626 проектов в качестве проектов МЧР. Ожидается, что эти проекты приведут к выпуску 648 232 798 сертифицированных сокращений выбросов. К 14 сентября 2012 года Совет МЧР выпустил 1 миллиард ССВ, 60% из которых были получены из проектов в Китае. Индия, Республика Корея и Бразилия получили 15%, 9% и 7% от общего объема ССВ.

### Перевозка
В настоящее время зарегистрировано 29 транспортных проектов, последний из которых был зарегистрирован 25 февраля 2013 года и размещен в Китае.

### Уничтожение ГФУ-23
Некоторые проекты МЧР удаляют или уничтожают промышленные газы, такие как гидрофторуглерод-23 (ГФУ-23) и закись азота (N2O). ГФУ-23 является мощным парниковым газом (ПГ) и побочным продуктом производства хладагента дифторхлорметана (ГХФУ-22). По оценкам, газ ГФУ-23 оказывает эффект глобального потепления в 11 000 раз больший, чем углекислый газ, поэтому уничтожение тонны ГФУ-23 приносит производителю хладагента 11 000 сертифицированных единиц сокращения выбросов.
В 2009 году Carbon Trust подсчитал, что промышленные газовые проекты, такие как проекты по ограничению выбросов ГФУ-23, будут способствовать примерно 20% ССВ, выпущенных МЧР в 2012 году. Carbon Trust выразил обеспокоенность тем, что проекты по уничтожению ГФУ-23 настолько прибыльны, что производители хладагентов могут строить новые заводы по производству охлаждающего газа. В сентябре 2010 года компания Sandbag подсчитала, что в 2009 году 59% ССВ, используемых в качестве компенсаций в схеме торговли выбросами Европейского Союза, были получены из проектов ГФУ-23.
Примером может служить плазменно-дуговая установка Plascon, установленная компанией Quimobásicos S. A. de C. V в Монтеррее, Мексика, для ликвидации ГХФУ-23, побочного продукта производства хладагента R-22.
С 2005 по июнь 2012 года 19 производителей хладагентов (11 в Китае, 5 в Индии и по одному в Аргентине, Мексике и Южной Корее) получили 46% всех сертифицированных единиц сокращения выбросов МЧР. Дэвид Ханрахан, технический директор IDEAcarbon, считает, что каждый завод, вероятно, зарабатывал бы в среднем от 20 до 40 миллионов долларов в год от МЧР. Эти платежи также стимулируют увеличение производства озоноразрушающего хладагента ГХФУ-22 и препятствуют замене ГХФУ-22 менее вредными хладагентами.
В 2007 году МЧР прекратил прием новых производителей хладагентов в МЧР. В 2011 году МЧР возобновил контракты с девятнадцатью производителями при условии, что требования об уничтожении ГФУ-23 будут ограничены 1 процентом их производства хладагента. Однако в 2012 году ожидается, что 18 процентов всех выпущенных ССВ пойдут на 19 тепловых электростанций, по сравнению с 12 процентами - на 2372 ветряные электростанции и 0,2 процента - на 312 солнечных проектов. 
В январе 2011 года Комитет Европейского Союза по изменению климата запретил использование ССВ ГФУ-23 в схеме торговли выбросами Европейского союза с 1 мая 2013 года. Запрет включает в себя закись азота (N2O) от производства адипиновой кислоты. В качестве причин были названы извращенные стимулы, отсутствие дополнительного характера, отсутствие экологической целостности, недостаточная разработка Монреальского протокола, издержки и неэффективность, а также искажающий эффект от нескольких проектов в развивающихся странах, получающих слишком много ССВ. С 23 декабря 2011 года ССВ из проектов уничтожения ГФУ-23 и N2O были запрещены к использованию в новозеландской схеме торговли выбросами, если только они не были приобретены в рамках будущих контрактов на поставку, заключенных до 23 декабря 2011 года. Использование будущих контрактов на поставку заканчивается в июне 2013 года.
По состоянию на 1 июня 2013 года МЧР выпустил 505 125 ССВ, или 38% всех выпущенных ССВ, для 23 проектов уничтожения ГФУ-23. Еще 19% (или 255 666 ССВ) было выдано 108 проектам уничтожения N2O.

### Барьеры
Всемирный банк описал ряд препятствий на пути использования МЧР в наименее развитых странах (НРС). На сегодняшний день участие НРС в МЧР сократилось. Было подчеркнуто, что четыре решения МЧР оказывают непропорционально негативное воздействие на НРС:
- Подавленный спрос: базовые расчеты для НРС являются низкими, а это означает, что проекты не могут генерировать достаточное углеродное финансирование для оказания воздействия.

- Рассмотрение проектов, заменяющих невозобновляемую биомассу: принятое решение привело к существенному сокращению вдвое потенциала сокращения выбросов этих проектов. Это особенно затронуло страны Африки к югу от Сахары и проекты в бедных общинах, где дрова, часто из невозобновляемых источников, часто используются в качестве топлива для приготовления пищи и отопления.
- Учет проектов в области лесного хозяйства и исключение сельского хозяйства в рамках МЧР: эти секторы более важны для НРС, чем для стран со средним уровнем дохода. Кредиты, выделяемые на лесохозяйственные проекты, штрафуются в рамках МЧР, что приводит к снижению спроса и цен.
- Операционные издержки и требования к процессу МЧР: они в большей степени ориентированы на наиболее развитые развивающиеся страны и плохо работают для проектов, наиболее часто встречающихся в НРС.

## Мнения о МЧР

### Дополнительность

#### Выбросы
Одна из трудностей МЧР заключается в оценке того, действительно ли проекты обеспечивают дополнительную экономию выбросов ПГ. Исходная линия, которая используется при проведении этого сравнения, не является наблюдаемой. По данным Carbon Trust (2009), некоторые проекты были явно дополнительными: установка оборудования для удаления ГФУ и N2O. Некоторые низкоуглеродистые проекты электроснабжения также считались вытесненными угольной генерацией. Carbon Trust (2009) рассмотрел некоторые одобренные проекты. По их мнению, некоторые из этих проектов имели спорные моменты в своих оценках дополнительности. Они сравнили установление дополнительности с балансом доказательств в правовой системе. Уверенность в дополнительности встречается редко, и чем выше доказательства дополнительности, тем выше риск отказа от хороших проектов по сокращению выбросов. 
Исследование 2016 года, проведенное Институтом Öko-Institut, показало, что только 2% изученных проектов МЧР имеют высокую вероятность того, что сокращение выбросов будет дополнительным и не будет переоценено.

#### Типы
Дополнительность сильно оспаривается. Существует много конкурирующих интерпретаций дополнительности:
1. То, что часто называют "экологической дополнительностью", состоит в том, что проект является дополнительным, если выбросы от проекта ниже базового уровня. Он вообще смотрит на то, что произошло бы без проекта.
2. Другая интерпретация, иногда называемая "дополнительностью проекта", заключается в том, что проект не должен был осуществляться без МЧР.

Был обсужден ряд терминов для различных видов дополнительности, что привело к некоторой путанице, особенно в отношении терминов "финансовая дополнительность" и "инвестиционная дополнительность", которые иногда используются как синонимы. "Инвестиционная дополнительность", однако, была концепцией, обсуждавшейся и в конечном счете отвергнутой в ходе переговоров по Марракешским соглашениям. Инвестиционная дополнительность несла идею о том, что любой проект, превышающий определенный порог рентабельности с поправкой на риск, автоматически будет считаться не дополнительным. "Финансовая дополнительность" часто определяется как экономически нежизнеспособный проект, становящийся жизнеспособным непосредственно в результате поступлений МЧР.
Многие инвесторы утверждают, что интерпретация экологической дополнительности упростила бы МЧР. Экологические НПО утверждали, что такая интерпретация откроет МЧР для свободных участников, позволяя развитым странам выделять больше CO2e, но не добиваясь сокращения выбросов в принимающих МЧР странах.
Gillenwater (2011) оценил различные определения дополнительности, используемые в сообществе МЧР, и дал обобщающее определение, которое отвергает идею существования различных типов дополнительности.
Schneider (2007) подготовил доклад о МЧР для Всемирного фонда дикой природы. Выводы доклада были основаны на систематической оценке 93 случайно выбранных зарегистрированных проектов МЧР, а также интервью и обзоре литературы. По мнению, дополнительный характер значительного числа проектов в период 2004-2007 годов представляется либо маловероятным, либо сомнительным.
Никогда нельзя с уверенностью установить, что произошло бы без МЧР или в отсутствие конкретного проекта, что является одним из распространенных возражений против МЧР. Тем не менее официальные руководящие принципы были разработаны для облегчения единообразной оценки, установленной Исполнительным советом МЧР для оценки дополнительности. 

### Беспокойства

#### Общая эффективность
Новаторские исследования показали, что в среднем около 30% денег, потраченных на покупку кредитов МЧР на открытом рынке, идет непосредственно на операционные и капитальные затраты проекта. Другие значительные затраты включают премию брокера (около 30%, понимаемую как представляющую риск невыполнения проекта) и дивиденды акционеров проекта (еще 30%). Исследователи отметили, что выборка изучаемых проектов невелика, диапазон цифр широк и что их методология оценки значений несколько завышает среднюю премию брокера.

#### Риск мошенничества
Одной из главных проблем, связанных с МЧР-проектами, является риск мошенничества. Наиболее распространенной практикой является сокрытие того факта, что проекты сами по себе являются финансово жизнеспособными и что сокращения выбросов, полученные в рамках проекта МЧР, не являются дополнительными. Преувеличение углеродных выгод также является обычной практикой, как и утечка углерода. Иногда компания даже производит больше, чтобы получить больше ССВ.
Большинство сомнительных проектов - это промышленные газовые проекты. Несмотря на то, что только 1,7% всех проектов МЧР могут быть квалифицированы как таковые, чрезвычайно важно, что на их долю приходится половина всех выпущенных ССВ, что способствует коллапсу на мировом рынке всех ССВ. Поскольку стоимость демонтажа этих газов очень низка по сравнению с рыночной ценой ССВ, компании, создающие эти проекты, могут получать очень большие прибыли. Таким образом, МЧР стал стимулом для утечки углерода или даже для того, чтобы просто производить больше. 